# Código Florestal brasileiro de 1934
O Código Florestal brasileiro de 1934 foi um decreto em vigor no Brasil de 23 de janeiro de 1934 a 1965.